# Vide cor meum

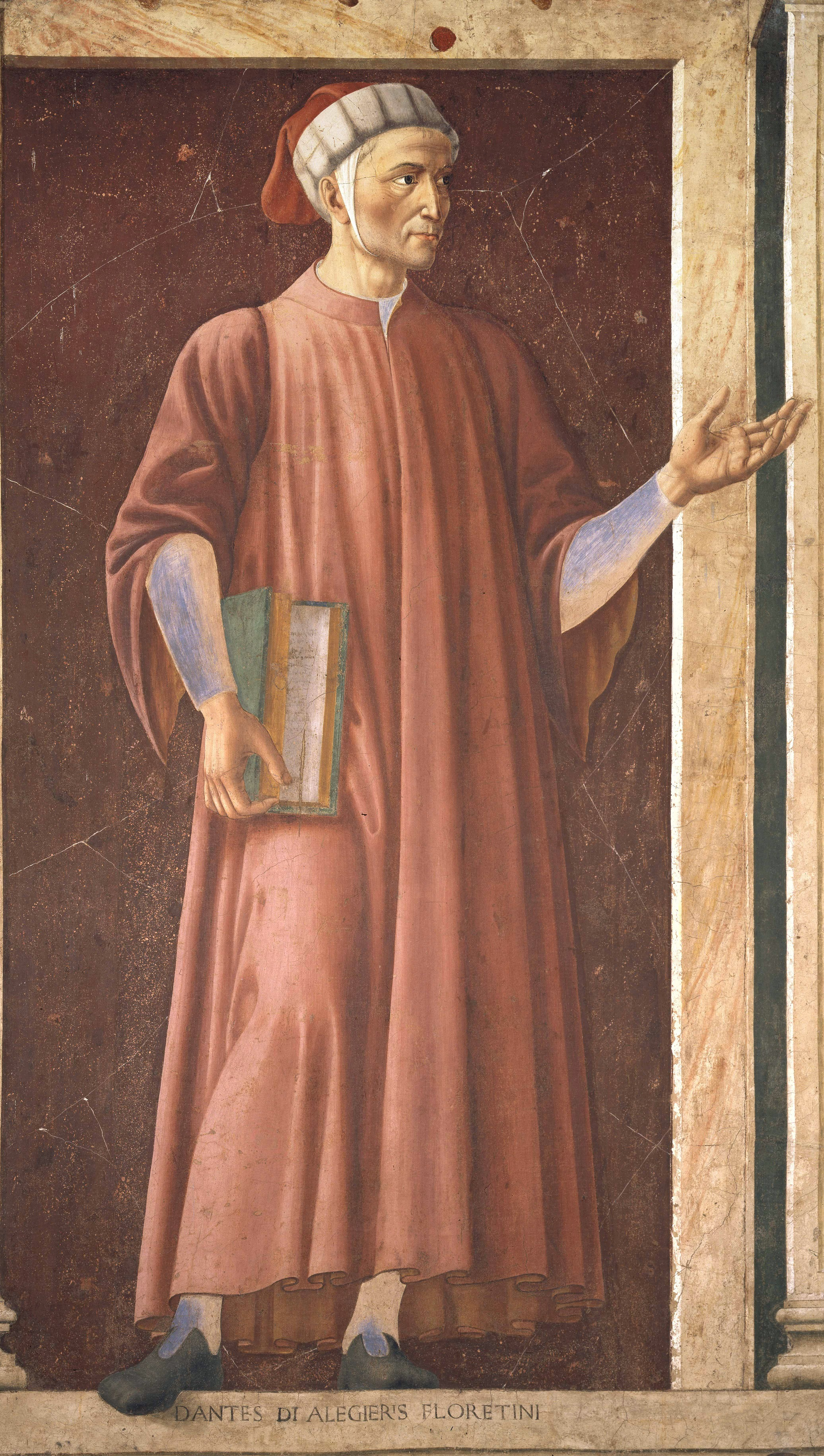
Dante Alighieri

Vide Cor Meum è una canzone composta da Patrick Cassidy basato sulla Vita Nuova di Dante Alighieri, in particolare sul sonetto A ciascun'alma presa e gentil core, nel capitolo 3.
La canzone è stata prodotta da Patrick Cassidy e Hans Zimmer ed è stata eseguita dalla Libera/Lyndhurst Orchestra, diretta da Gavin Greenaway. Le voci sono di Danielle de Niese e Bruno Lazzaretti, che interpretano rispettivamente Beatrice e Dante.
La canzone apparve per la prima volta nel film Hannibal, mentre Hannibal Lecter e l'ispettore Pazzi assistono ad uno spettacolo d'opera lirica all'aperto a Firenze, che era stato composto appositamente per il film.
Questa aria è stata scelta per essere nominata all'Oscar nel 2002 durante la presentazione di una vita Achievement Award al produttore Dino De Laurentiis e alla 53ª annuale dell'Emmy Awards.
È stata usata in seguito durante il film di Ridley Scott Le crociate - Kingdom of Heaven, nel corso della scena dei funerali del re Baldovino IV.